# 1829 en mathématiques
| Années des mathématiques : 1826 - 1827 - 1828 - 1829 - 1830 - 1831 - 1832    |
| Décennies des mathématiques : 1790 - 1800 - 1810 - 1820 - 1830 - 1840 - 1850 |

Cet article présente les faits marquants de l'année 1829 en mathématiques.

## Naissances
- 18 janvier : Ludvig Lorenz (mort en 1891), physicien et mathématicien danois.
- 1er février : Ignace Carbonnelle (mort en 1889), mathématicien et prêtre jésuite belge.
- 11 août : Norman Macleod Ferrers (mort en 1903), mathématicien britannique.
- 23 août : Moritz Cantor (mort en 1920), historien des mathématiques allemand.
- 30 septembre : Joseph Wolstenholme (mort en 1891), mathématicien britannique.
- 10 novembre : Elwin Bruno Christoffel (mort en 1900), mathématicien et physicien allemand.

## Décès
- 6 avril : Niels Henrik Abel (né en 1802), mathématicien norvégien.
- 11 octobre : Nicolas Conteray Lallemant (né en 1739), mathématicien français.
- Henry Atkinson (né en 1781), mathématicien et astronome britannique.